# نبرد دربند (۱۷۲۲)
نبرد دربند به اشغال شهر دربند توسط امپراتوری روسیه در جریان جنگ ایران و روسیه (۱۷۲۳–۱۷۲۲) اشاره دارد که در اوت ۱۷۲۲ میلادی روی داد.

## پیش‌زمینه
در اوت ۱۷۲۲، نیروی زمینی امپراتوری روسیه به‌سرعت به‌سوی دربند پیشروی کرد. در این لشکرکشی، ارتش روسیه ناچار بود با جمعیت محلی نیز تعامل کند. تصرف دربند برای ارتش روسیه از اهمیت راهبردی برخوردار بود؛ پس از تصرف این شهر، شهرهای ساحلی در امتداد دریای خزر می‌توانستند به‌دست روس‌ها بیفتند. پس از دربند، نوبت به تصرف باکو می‌رسید، اما به‌دلیل شرایط جوی، این حرکت تا سال بعد به تعویق افتاد.

## اشغال
پتر کبیر از آستراخان با سواره‌نظام از راه خشکی و ناوگان از راه دریا به‌سوی دربند حرکت کرد. در ۲۵ ژوئیه ۱۷۲۲، او نامه‌ای به شاه صفوی نوشت و در آن تأکید کرد که برای اشغال سرزمین‌های او نیامده، بلکه برای مجازات شورشیانی آمده است که برای روس‌ها مشکل ایجاد کرده و جان و مال بازرگانان روسی را گرفته‌اند. از ۵ اوت، نیروهای روس تا نزدیکی دربند با مقاومت‌هایی مواجه شدند که عمدتاً از سوی امیرنشین‌های محلی وابسته به امپراتوری عثمانی سازمان‌دهی شده بود. پس از دفع این حملات، در ۲۳ اوت، دربند بدون جنگ تسلیم روس‌ها شد. منابع این رویداد را چنین توصیف کرده‌اند:
فرماندار شهر از ما استقبال کرد و کلید شهر را تقدیم نمود.
مقام‌های دربند با ارتش روسیه خوش‌برخورد بودند و هدف اصلی‌شان ایجاد روابط خوب با دولت روسیه بود. طوفانی که در دریا آغاز شد، ناوگان حامل آذوقه را به‌شدت آسیب زد. پس از این، پتر اول که موقتاً لشکرکشی را متوقف کرده بود، به آستراخان بازگشت. دربند یکی از اهداف اصلی لشکرکشی بود و طبق برنامهٔ پتر اول، می‌بایست نقش کلیدی در تصرف مناطق دیگر ایفا کند. همچنین، این شهر به‌عنوان یکی از مراکز واسطه‌ای اصلی برای خرید کالاهای شرقی توسط بازرگانان روس و فروش آن‌ها در غرب در نظر گرفته شده بود.
در جریان لشکرکشی قفقاز، داوود بیگ که پتر اول او را بهانهٔ مداخله در املاک صفویان کرده بود، به مقاومت خود علیه روس‌ها ادامه داد. هرچند او در ۱۷۲۲ دربند را محاصره کرد، اما موفق به تصرف آن نشد و پس از شکست، مناطق اطراف را غارت کرد. در زمان این حمله، چندین ماه از حضور روس‌ها در دربند می‌گذشت.

## نتیجه
طبق توافقی که در ۱۷۲۳ در سن‌پترزبورگ میان اسماعیل میرزا، نمایندهٔ شاه جدید صفوی شاه تهماسب دوم، و روس‌ها امضا شد، ایران صفوی باید از دربند به گیلان اعزام می‌شد تا با شورشیان افغان مقابله کند و استان‌های ساحلی دریای خزر به روسیه واگذار می‌شد. اما تهماسب دوم که از مفاد این توافق آگاه شد، آن را تصویب نکرد و اسماعیل میرزا نیز با آگاهی از این‌که اعدام خواهد شد، به امپراتوری صفوی بازنگشت.
نیروهای روسی که مدتی سرزمین‌های صفوی را در اختیار داشتند، همهٔ مناطق به‌دست‌آمده در لشکرکشی ۱۷۲۲–۱۷۲۳ را ابتدا با عهدنامهٔ رشت و سپس با پیمان گنجه بازگرداندند.